# José Manuel Cortina
José Manuel Cortina y García (San Diego de Núñez, 3 de febrero de 1880-Miami, 9 de marzo de 1970) fue un político, abogado y periodista cubano.

## Biografía
Nació el 3 de febrero de 1880 en San Diego de Núñez, en la antigua provincia de Pinar del Río. Era hijo de Constantino de Cortina y Arteaga, un agricultor de ascendencia vasca, y de María Luisa García y Gutiérrez.
En 1898 se gradúa del Colegio de Belén; y se recibe en el año 1903 como abogado. Cortina escribió para varias revista de esa época, Democracia, El Mundo, La Lucha, La Revista de Derecho y La Nación.
En 1908, Cortina fue elegido representante en la cámara baja, siendo después elegido senador. Trabajó como secretario en la presidencia de Alfredo Zayas y Alfonso. 1927 fue delegado de la Liga Nacional, años después, en la presidencia de Miguel Mariano Gómez trabaja como ministro exterior de Cuba desde 1936-1937 y, luego en el gobierno de Fulgencio Batista, año 1940-1942. A principio de la década de 1930, Cortina contribuyó en la eliminación de la Enmiendad Platt. También sirvió como presidente del comité bajo la dirección de Carlos Márquez Sterling en el convento, que creó la Constitución cubana de 1940. Entre sus publicaciones, es muy conocido por «Ideales Internacionales de Cuba».
Es considerado unos de los oradores y diplomático más notable de la isla. Tuvo dos haciendas, una en Arroyo Naranjo y la otra en Pinar del Río, su familia también tuvo propiedades en la provincia de Camagüey. Todas sus tierras fueron confiscadas por el gobierno de Fidel Castro. Unas de sus propiedades, las Cueva de los Portales, ubicada en el municipio de La Palma, fue confiscada por la revolución cubana en 1959 y, declarada en 1987 "Monumento Nacional de los Cubanos“.

## Familia
Cortina se casó con María Josefa Corrales, quien fue su primera esposa y con la que tuvo cuatro hijos, Ofelia, Esther, José Manuel Jr. y Humberto.
Después se casó con su segunda esposa, Adela Ramírez y Blanco, con esta tuvo un hijo, Aníbal. Aníbal tuvo seis hijos, Aníbal José, María Elena, José Antonio, quien murió, Jorge Alberto, Ana María, Ignacio Agustín. Aníbal tuvo dieciséis nietos. Aníbal se retiró de una exitosa carrera de abogado y economista.
Su amor de adolescencia fue Leocardia de la Concepción de Verna y Peñas, quien nació 9 de diciembre de 1893 y murió 1982.